# Venturi Jamais Contente
Con Venturi Jamais Contente si intendono una serie di vetture sperimentali prodotte dalla casa automobilistica francese Venturi con l'intento preciso di battere il record del mondo di velocità per veicoli ad alimentazione elettrica.

## Il contesto
Venturi istituì nel 2009 un programma triennale di sviluppo di veicoli ad altissima velocità in partenariato con l'università dell'Ohio. L'università era già dotata di una squadra di ricercatori nel campo delle automobili alimentate elettricamente, poiché aveva partecipato a campionati dedicati a questa categoria nel corso degli anni '90. Sempre il gruppo di ricerca universitario, coadiuvato da studenti e altre aziende del settore, aveva già creato un veicolo elettrico ad alta velocità tra il 2000 e il 2002, chiamato Buckeye Bullet 1. Dopo 2 anni di migliorie, il Buckeye Bullet 1 raggiunse la velocità record di 437 km/h (271,7 mph).
Il nome Jamais Contente (in italiano Mai Contenta) deriva da una delle primissime autovetture alimentate elettricamente del mondo. Nel 1899 fu dato questo nome a un'automobile elettrica in grado di raggiungere la velocità di 100 km/h, ponendo tale tecnologia all'avanguardia già a partire dalla fine del XIX secolo.

## Jamais Contente 2009
La prima vettura nata dalla collaborazione franco-statunitense è la Venturi Jamais Contente 2009 (conosciuta anche come Venturi Buckeye Bullet 2), alimentata da una pila combustibile a idrogeno e ossigeno in grado di trasformare almeno il 60/80% dell'energia chimica di questi elementi in elettricità. Sviluppando una potenza di più di 700 CV e con una livrea appositamente disegnata (la cui vista laterale ricorda un caccia a reazione), è riuscita a battere il record di velocità per un veicolo elettrico raggiungendo i 487 km/h. Il record è stato omologato dalla FIA ed è stato registrato sul lago salato di Boneville (Utah).

## Jamais Contente 2010
L'anno successivo Venturi si ripresenta sul lago salato con un nuovo modello dall'aerodinamica perfezionata e dall'alimentazione differente. Si tratta questa volta di un motore a batteria elettrica. Le differenze si fanno sentire, e la Venturi Jamais Contente 2010 (conosciuta anche come Venturi Buckeye Bullet 2.5) consegue un nuovo record mondiale omologato dalla FIA, 495 km/h. Nonostante il record del mondo sia quello omologato (poiché rispettava le specifiche internazionali volute dalla FIA), Venturi sostiene che la Jamais Contente 2010 sia riuscita a toccare anche la velocità di 515 km/h.

## Sviluppi futuri
Nonostante l'impegno iniziale della Venturi fosse programmato fino al 2011, l'università dell'Ohio sostiene che si sta ancora lavorando a un nuovo modello. Esso sarà alimentato sempre a batterie elettriche, con l'obiettivo di superare il record di 400 mph di velocità (643 km/h).